# Linda Blair
Pour les articles homonymes, voir Blair.
Linda Denise Blair, née le 22 janvier 1959, est une actrice américaine, principalement connue pour son rôle de Regan McNeil, la « fille possédée » du film L'Exorciste (1973), grâce auquel elle remporte un Golden Globe et est nommée à l'Oscar de la meilleure actrice dans un second rôle à 15 ans. Elle reprendra son rôle dans deux suites : L'Exorciste 2 : L'Hérétique (1977) et L'Exorciste : Dévotion (2023, caméo).
Après ce succès international qui fait d'elle une scream queen, Blair joue dans plusieurs téléfilms de qualité, tels que Born Innocent (1974), Sarah T. – Portrait of a Teenage Alcoholic (1975) et Victoire à Entebbé (1976).
Sa carrière prometteuse est cependant brisée à cause de son arrestation en 1977, à 18 ans, dans une affaire de drogue, ce qui fait scandale à Hollywood à l'époque. Les studios et ses agents lui tournent le dos. Les productions dans lesquelles elle tourne à partir de cet incident se dégradent en qualité, malgré le succès en demi-teinte de la comédie musicale Les Challengers (1979) qui fait d'elle un sex-symbol, jusqu'à tomber dans les films d'exploitation et les séries B comme Une Nuit infernale (1981), Les Anges du mal (1983) ou Les Rues de l'enfer (1984), « gagnant » deux Razzie Awards durant cette période. Elle ne réussira jamais à inverser la tendance.
Dans les années 1990, elle joue dans Y a-t-il un exorciste pour sauver le monde ?, une parodie de L'Exorciste, qui est un échec total, et tient brièvement un rôle à Broadway dans la comédie musicale Grease. Dans les années 2000, elle anime la série d'émissions Scariest Places on Earth (en) sur la chaîne Fox Family et fait des apparitions régulières dans la série de télé-réalité Pit Boss (en) sur Animal Planet.
Blair est une militante active du mouvement pour les droits des animaux. En 2004, elle crée la Fondation Linda Blair WorldHeart, une organisation à but non lucratif qui à pour but de soigner et faire adopter des animaux abandonnés. Végétalienne, elle co-écrit le livre Going Vegan! en 2001.

## Biographie

### Famille et débuts
Linda Denise Blair est née le 22 janvier 1959 à Saint-Louis au Missouri de James Frederick et Elinore (née Leitch) Blair. Elle a une sœur aînée, Debbie, et un frère aîné, Jim. Quand Blair a deux ans, son père, un pilote d’essai de la marine devenu recruteur de cadres, accepte un emploi à New York, et la famille déménage à Westport au Connecticut où sa mère travaille comme agent immobilier. Linda commence comme mannequin enfant à l'âge de cinq ans, apparaissant dans des catalogues de Sears, J. C. Penney et Macy's, et dans plus de 70 publicités pour divers produits tels que la confiture de raisins Welch's. À six ans, elle signe un contrat pour une série de photos publicitaires pour le New York Times. C'est au même âge qu'elle commence l'équitation, devenant plus tard une cavalière expérimentée.
Elle débute à la télévision dès l'âge de 10 ans dans le soap opera Hidden Faces (en). Elle joue ensuite dans un film interdit aux mineurs, The Way We Live Now (en) (1970), sans apparaître pour autant dans les scènes qui ont valu au film ses restrictions, suivi par un petit rôle dans The Sporting Club (en) (1971).

### L'Exorciste

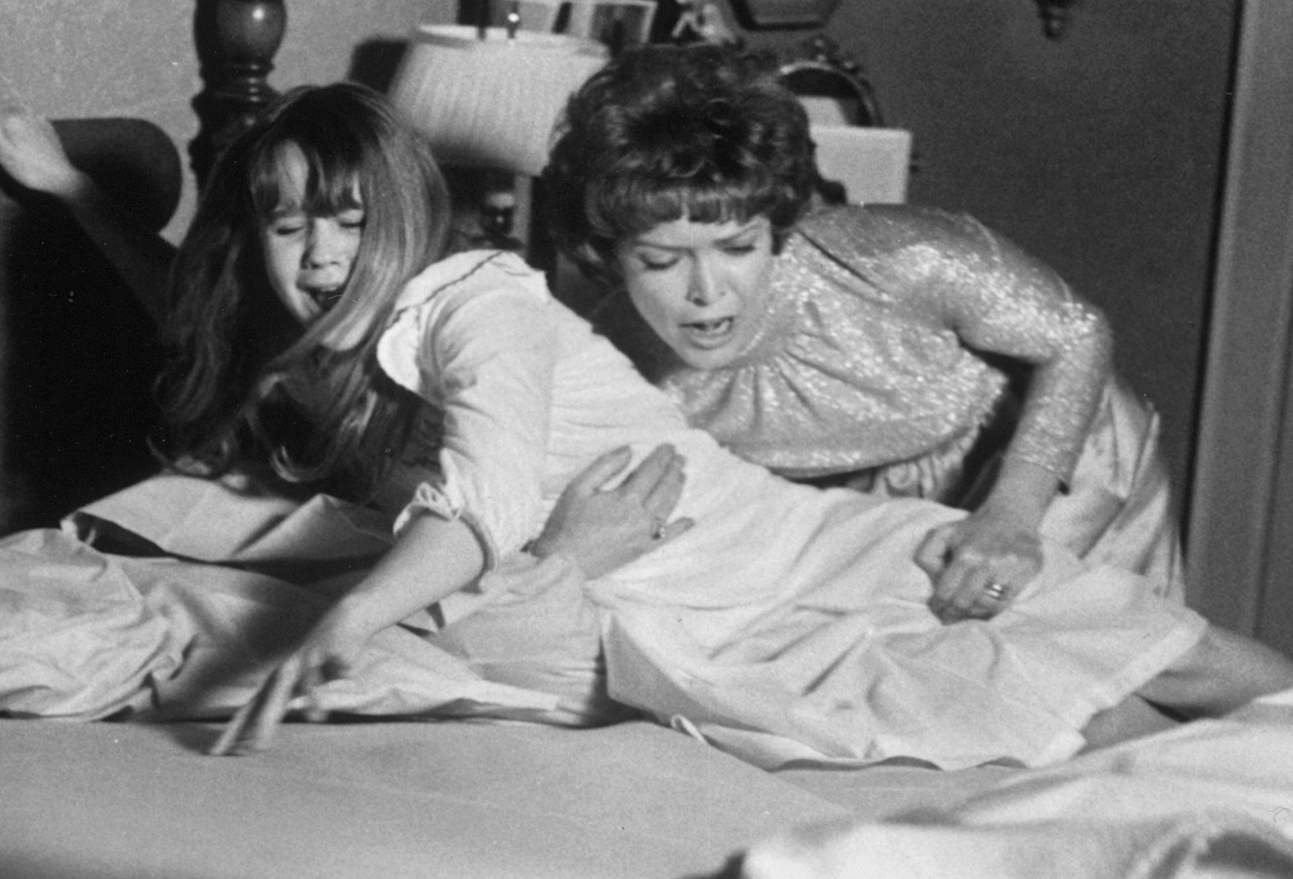
Linda Blair et Ellen Burstyn sur le tournage de lExorciste.

En 1972, William Friedkin, le réalisateur du film oscarisé French Connection, prépare son prochain film intitulé L'Exorciste et recherche une jeune actrice. L'agent de Linda Blair ne la propose cependant pas et préfère envoyer d'autres adolescentes aux auditions. Sa mère prend alors l'affaire en main et emmène elle-même sa fille passer une audition même si elle ne figure pas sur la liste. Pendant celle-ci, la petite Blair, 12 ans, devait dire « le pire langage que l'on puisse imaginer ». Elle est choisie parmi plus de 600 candidates pour interpréter Regan MacNeil, une enfant possédée par un démon, aux côtés d'Ellen Burstyn et de Max von Sydow.
Le film est un succès mondial malgré la censure. Après la première en décembre 1973, certains journalistes spéculent sur l'état mental de la fillette, suggérant que le tournage avait entraîné une dépression nerveuse, ce que l'intéressée a nié. Elle reçoit cependant des menaces de mort de certaines personnes qui pensaient que le film « glorifiait Satan » et la Warner Bros. assura sa protection en faisant emménager des policiers chez elle durant six mois. Pour combattre les rumeurs et les spéculations médiatiques autour d'elle, la Warner envoie la jeune actrice, alors âgée de 14 ans, en tournée de presse internationale dans l'espoir de démontrer qu'elle était « juste une adolescente normale ». Elle reçoit le Golden Globe de la Meilleure actrice dans un second rôle ainsi qu'une nomination à l'Oscar de la meilleure actrice dans un second rôle. Cependant, lorsqu'on apprit que la voix du démon n'était pas la sienne mais celle de l'actrice Mercedes McCambridge, il devint clair qu'elle n'avait aucune chance de le remporter. Bizarrement, ce fut une actrice encore plus jeune qu'elle, Tatum O'Neal, qui obtient la fameuse récompense.
Elle fera plus tard en 1974 cette déclaration[réf. nécessaire] à propos de son rôle : « Je voulais jouer une princesse. Je voulais jouer dans les films Disney, je voulais jouer dans Lassie, je ne voulais pas jouer un monstre. »

### AprèsL'Exorciste

#### Années 1970
Après L'Exorciste, elle joue dans un téléfilm intitulé Born Innocent dans lequel elle incarne une jeune fille battue envoyée dans un centre de rétention pour mineures et qui fait scandale en raison d'une scène de viol dans les douches communes. Après cet épisode, elle emménage avec sa sœur aînée à Los Angeles pour poursuivre sa carrière d'actrice. Elle donne la réplique à Charlton Heston, Karen Black et Gloria Swanson dans 747 en péril où elle joue une jeune fille malade transportée pour une greffe du rein. Elle poursuit par une série de téléfilms de qualité : Sarah T. – Portrait of a Teenage Alcoholic de Richard Donner, Douce captive avec Martin Sheen, et Victoire à Entebbé.
Une suite de L'Exorciste est envisagée : L'Exorciste 2 : L'Hérétique. Dans un premier temps, Linda Blair refuse le projet parce qu'elle n'aime pas le scénario. Elle revient finalement sur sa décision qu'elle regrettera après avoir lu la dernière version du scénario. « Après cinq réécritures, ce n'était plus du tout la même chose. C'est l'une des plus grandes déceptions de ma carrière. » La jeune comédienne a pour partenaire Louise Fletcher et Richard Burton ainsi que Max von Sydow. Quand elle réalise avoir signé son contrat pour un scénario qui lui déplaît, elle devient exigeante, refusant par exemple de porter le même maquillage que dans L'Exorciste, ce qui signifie qu'à chaque fois qu'il y avait une scène de flashback avec l'histoire originale, le réalisateur John Boorman devait utiliser une autre actrice à la place de Blair. Elle refuse également d'avoir des scènes intimes avec Richard Burton, un homme marié d’âge moyen, ce qui ne l'empêche pas de s'entendre à merveille avec lui. Elle arrive aussi constamment en retard sur le plateau.
Le film est un échec commercial avec seulement 30 749 142 $ de recettes. Le critique William Peter Blatty le trouve « très mauvais », ainsi que William Friedkin, après en avoir vu seulement 30 minutes, « calomnieux et horrible ». Seule la journaliste Pauline Kael le préfère au premier. Linda Blair est nommée au Saturn Award pour sa prestation. Face à cet échec, elle disparaît quelque temps comme actrice et concourt en tant que cavalière sous un pseudonyme.

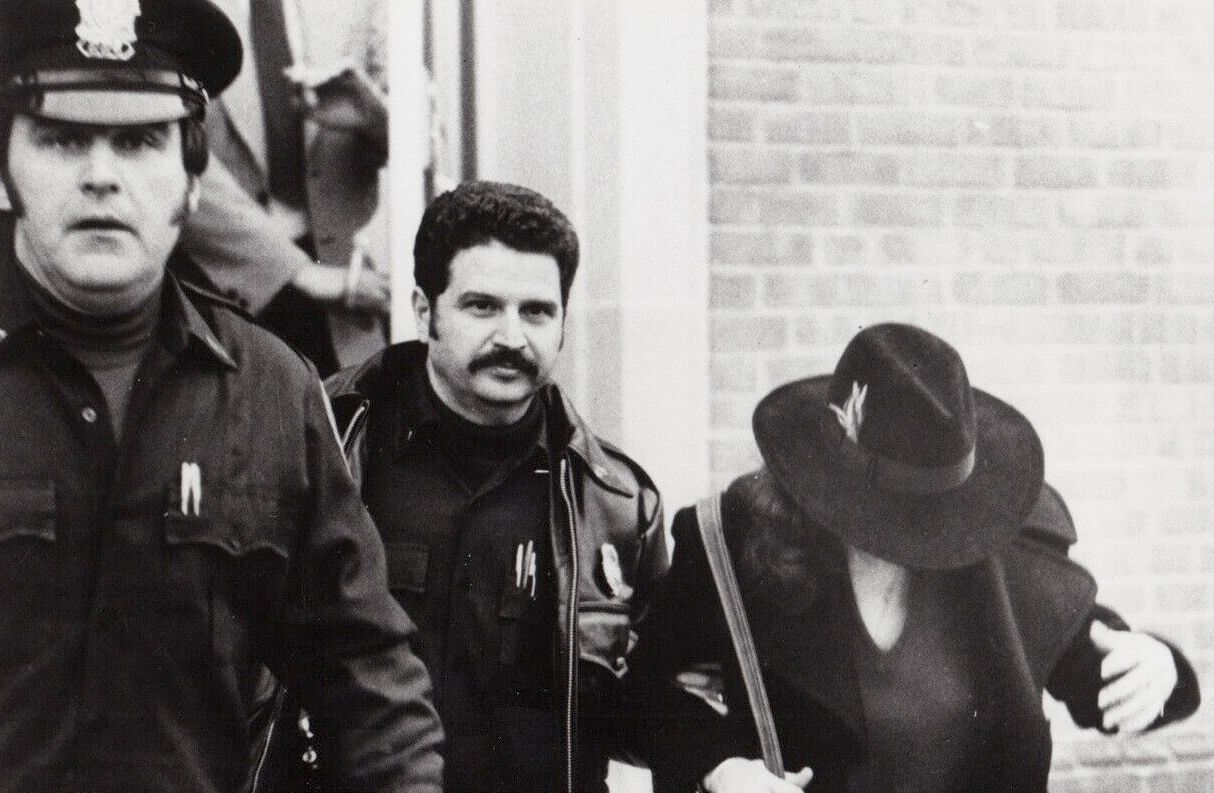
Linda Blair à sa sortie du tribunal de Stamford le 20 décembre 1977 après avoir plaidé coupable.

En décembre 1977, Linda Blair, 18 ans, est arrêtée à son domicile de Wilton sur Ridgefield Road après qu'un trafiquant de cocaïne nommé Edward Mangam s'est vanté à un agent infiltré d'avoir vendu de la drogue à l'actrice. Elle est l'une des 32 personnes interpellées dans le cadre d'un vaste coup de filet dans le milieu de la drogue. Lors de la perquisition, une « substance blanche » est découverte dans son sac à main, qui s'avèrera après test être de l'amphétamine, mais pas de cocaïne. Elle est accusée de possession de stupéfiants (amphétamine) et d'avoir voulu acheter de la cocaïne lors d'un voyage à Jacksonville en Floride en vue de la revendre  dans le Connecticut. Elle explique y être allée pour assister aux funérailles de Ronnie Van Zant, le chanteur de Lynyrd Skynyrd, et qu'une connaissance l'aurait invité à venir acheter de la cocaïne. Linda y serait allée uniquement parce les types en question élevaient également des chiens et qu'elle a voulu leur acheter un chiot. Elle donne une caution, retourne chez elle dans le Connecticut et négocie par téléphone la transaction et l'envoi de l'animal. Alors que leur ligne est mise sur écoute par la police, les trafiquants lui demandent à plusieurs reprises si elle connait quelqu'un qui est intéressé à acheter de la cocaïne et elle a fini par leur dire que oui. Pour éviter des complications judiciaires, elle plaide coupable devant le tribunal de Stamford et est libérée le 20 décembre après le versement d'une caution de 2 500 S. Elle est condamnée à trois ans de probation et également à faire au moins 12 apparitions publiques majeures pour informer les jeunes des dangers de la toxicomanie. L'affaire fait scandale à Hollywood et le cinéma ferme ses portes à la jeune actrice, à commencer par ses agents de l'époque. En octobre 1999, lors d'un entretien télévisé pour Hollywood Stories, elle déclare que cet événement a définitivement ruiné sa carrière.
Après cette affaire, elle revient au métier d'actrice avec pour but de s'éloigner des rôles d'adolescente à problème dans lesquels elle s'était spécialisée. Après le téléfilm d'horreur L'Été de la peur de Wes Craven en 1978, elle part au Canada tourner Wild Horse Hank où ses aptitudes de cavalières lui servent, puis joue dans la comédie musicale Les Challengers qui surfe sur la mode du roller disco. Malgré un succès au box-office, le film est éreinté par la critique et est nommé aux Razzie Awards dans la liste des « 100 plus mauvais films agréables ».

#### Années 1980
Elle débute les années 1980 avec le film d'horreur Une Nuit infernale, pour lequel elle est nommée au Razzie Award de la pire actrice. Pour casser son image de la « petite fille de L'Exorciste » qui lui colle à la peau, elle décide de poser nue pour le magazine Oui (en), ce qui n'a pour effet que de la mettre en contact avec le chanteur Rick James avec qui elle sortira quelque temps. Leur relation se termine cependant après que Blair est tombée accidentellement enceinte et qu'elle a avorté à l'insu de James.
Elle poursuit avec le déjanté et sympa Patrouille de nuit (1984), et le plus contesté Les Rues de l'enfer la même année, aux côtés de la scream queen Linnea Quigley. Elle tourne ensuite Les Anges du mal, l'un des pires souvenirs de sa carrière, et rencontre Sylvia Kristel pour Chaleur rouge. Elle enchaîne dans le même genre avec Savage Island, Nightforce, Les Maîtres de la Mort et Plaisirs mortels 2, tous éreintés par la critique.
Durant cette décennie, elle reçoit deux Razzie Awards sur quatre nominations.

#### Années 1990
En 1990 sort L'Exorciste, la suite sans Linda Blair car il n'y a pas de rôle pour elle dedans. Elle joue au contraire dans une parodie de L'Exorciste intitulée Y a-t-il un exorciste pour sauver le monde ? avec le comique Leslie Nielsen, mais le film est un échec cuisant (à peine plus d'un million de dollars de recettes) et obtient des critiques désastreuses. À court d'argent et vu que l'on ne lui propose plus de projet sérieux à Hollywood, Linda Blair s'exile quelque temps en Australie où elle tourne quelques films à petits budgets comme Dead Sleep (1990) ou Fatal Bond (en) (1991). Avec Wings Hauser, son petit-ami de l'époque, elle développe le projet de Skin Gang (1994) au sujet d'un couple séparé qui unit ses forces pour venger le passage à tabac de leur fils gay par des skinheads. Le film passe inaperçu.
En 1996, elle fait une brève apparition dans le film culte Scream de Wes Cravenqui l'avait déjà dirigée dans L'Été de la peur en 1978. La même année, les producteurs de la comédie musicale Grease à Broadway proposent à Blair de remplacer sur scène Lucy Lawless dans le rôle de Betty Rizzo pour une période de trois mois. Elle accepte mais démissionne sans raisons après six semaines.
Elle apparaît également dans quelques séries télévisées, dont la prestigieuse Perry Mason ou encore Mariés, deux enfants. En 1999, elle se prête à la parodie The Blair Bitch Project starring Linda Blair.

#### Années 2000
De 2000 à 2006, elle anime l'émission Scariest Places on Earth (en) sur Fox Family qui traite des endroits réputés les plus hantés de la planète. En 2006, Eric Kripke fait appel à elle pour un épisode de la série Supernatural intitulé La Main de la justice où elle joue le rôle d'une détective enquêtant sur un meurtre.

## Vie privée
À 15 ans, Blair sort avec le chanteur australien Rick Springfield, alors âgé de 25 ans, qu'elle rencontre lors d'un concert au Whisky a Go Go,. Elle est également sortie avec Glenn Hughes, bassiste de Trapeze et Deep Purple, ainsi que Neil Giraldo (en), guitariste et futur mari de Pat Benatar. Entre la fin 1979 et la mi-1981, Blair sort avec Tommy Shaw, le guitariste de Styx. Elle est également sortie avec Jim Dandy Mangrum du groupe Black Oak Arkansas. Au début des années 1990, elle entretient une relation avec l'acteur Wings Hauser.

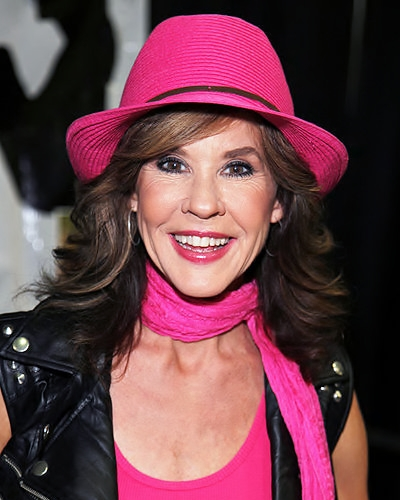
Blair en 2012.

Dans une interview de 1982 accompagnant une photo seins nus dans le magazine Oui (en), Blair avoue trouver Rick James « très sexy ». James, à qui un membre de son entourage a montré l'article, renvoie le compliment par un intermédiaire. Ils sortent ensemble pendant deux ans, et James écrit sa chanson à succès Cold Blooded (en) en pensant à elle. Au sujet de leur relation, il déclarera dans son livre Glow: The Autobiography of Rick James : « Linda était incroyable. Un esprit libre. Une belle pensée. Un corps époustouflant. Elle aimait planer et descendre autant que moi. Nous avons posé torses nus pour des photographies qui sont parues partout. Nous nous en fichions. Nous tracions notre voie à notre manière. C'était une histoire d'amour dont j'espérais qu'elle durerait. Ça n'a pas été le cas ». James révèle avoir découvert que Blair était enceinte de lui et qu'elle avait avorté à son insu.
Blair croit au paranormal et soutient la cause du bien-être animal. En 2004, elle crée la Linda Blair WorldHeart Foundation, une organisation à but non lucratif qui a pour but de soigner et faire adopter des animaux abandonnés. Elle est végétarienne pendant 13 ans avant de devenir végétalienne en 2001. Elle co-écrit le livre Going Vegan! en 2001.
En 2014, elle révèle avoir été traitée pour une hernie ombilicale. Depuis 2015, elle réside à Coto de Caza en Californie.

## Filmographie

### Cinéma
- 1970 : The Way We Live Now : Sara Aldridge
- 1971 : The Sporting Club : Barby
- 1973 : L'Exorciste (The Exorcist) : Regan McNeil
- 1974 : 747 en péril (Airport 1975) : Janice Abbott
- 1977 : L'Exorciste 2 : L'Hérétique (Exorcist II: The Heretic) : Regan McNeil
- 1979 : Wild Horse Hank : Hank
- 1979 : Les Challengers (Roller Boogie) : Theresa Barkley
- 1981 : Ruckus (en) : Jenny Bellows
- 1981 : Une Nuit infernale (Hell Night) : Marti Gaines
- 1983 : Les Anges du mal (Chained Heat) : Carol Henderson
- 1984 : Les Rues de l'enfer : Brenda
- 1984 : Patrouille de nuit (Night Patrol) : Officier Sue Perman
- 1985 : Chaleur rouge (Red Heat) : Christine Carlson
- 1985 : Savage Island : Daly
- 1987 : SFX Retaliator : Doris
- 1987 : Nightforce : Carla
- 1988 : Les Maîtres de la Mort (Silent Assassins) : Sara
- 1988 : Démoniaque Présence : Jane Brooks
- 1988 : Grotesque (en) : Lisa
- 1989 : Enquête d'amour (en) : Vickie Adderly
- 1989 : The Chilling : Mary Hampton
- 1989 : Bad Blood : Evie Barnes
- 1990 : Bedroom Eyes II : Sophie Stevens
- 1990 : Zapped Again : Miss Mitchell
- 1990 : Dead Sleep : Maggie Healey
- 1990 : Y a-t-il un exorciste pour sauver le monde ? (Repossessed) : Nancy Aglet
- 1992 : Fatal Bond : Leonie Stevens
- 1994 : Skin Gang : Maggie Joiner
- 1994 : Double Blast : Claudia
- 1995 : Sorceress : Amelia Reynolds
- 1996 : Scream : Un reporter
- 1996 : Prey of the Jaguar : Cody Johnson
- 1997 : Marina : Marina
- 2006 : The Powder Puff Principle : School Board President
- 2008 : All is Normal : Barbara
- 2009 : Imps : Jamie
- 2013 : Whoa ! : Deborah Blackburn
- 2016 : The Green Fairy : Mrs. Lanfrey
- 2016 : Surge of Power: Revenge of the Sequel : Helen Harris
- 2018 : Landfill : Detective Karen Atwood
- 2023 : L'Exorciste : Dévotion : Regan (caméo)

### Télévision

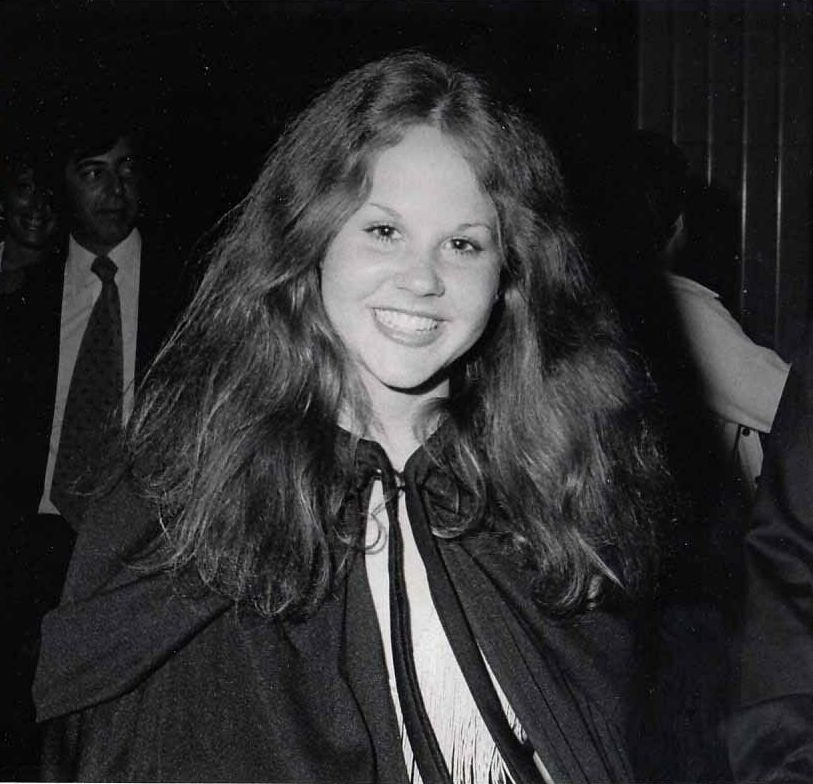
Linda Blair en 1976.

- 1968 : Hidden Faces (Soap Opera) : Allyn Jaffe
- 1974 : Born Innocent (Téléfilm) : Chris Parker
- 1975 : Sarah T. – Portrait of a Teenage Alcoholic (Téléfilm) : Sarah Travis
- 1975 : Douce captive (Téléfilm) : Doris Mae Withers
- 1976 : Victoire à Entebbé (Téléfilm) : Chana Vilnofsky
- 1978 : L'Été de la peur (Stranger in our House) (Téléfilm) : Rachel Bryant
- 1982 : L'Île fantastique (Fantasy Island) (Série TV) : Sara Jean Rawlins
- 1982 : La croisière s'amuse (The Love Boat) (Série TV) : Muffy
- 1985 : Arabesque (Murder She Wrote) (Série TV) : Jane Pascal
- 1990 : MacGyver (Série TV) : Jenny Larson
- 1992 : Mariés, deux enfants (Married… with Children) (Série TV) : Ida Mae
- 1992 : Perry Mason: The Case of Heartbroken Case (Téléfilm) : Hannah Hawkes
- 1996 : Renegade (Série TV) : Teddy Ray Thompson
- 2000 : S Club 7 (S Club in L.A) (Série TV) : Joni Witherspoon
- 2000 : S Club 7 : Artistic Differences (Téléfilm) : Joni Witherspoon
- 2003 : Monster Makers (Téléfilm) : Shelly Stoker
- 2006 : Supernatural (Série TV) : Det. Diana Ballard

## Distinctions
| Prix                                       | Année | Film ou téléfilm    | Catégorie                                         | Issue      |
| ------------------------------------------ | ----- | ------------------- | ------------------------------------------------- | ---------- |
| Oscars                                     | 1974  | L'Exorciste         | Meilleure actrice dans un second rôle             | Nomination |
| Golden Globe                               | 1974  | L'Exorciste         | Meilleure actrice dans un second rôle             | Lauréat    |
| Golden Globe                               | 1974  | L'Exorciste         | Golden Globe de la révélation féminine de l'année | Nomination |
| Razzie Awards                              | 1982  | Une Nuit infernale  | Pire actrice                                      | Nomination |
| Razzie Awards                              | 1984  | Les Anges du mal    | Pire actrice                                      | Nomination |
| Razzie Awards                              | 1985  | Elle-même           | Pire accomplissement de carrière                  | Lauréat    |
| Razzie Awards                              | 1986  | Patrouille de nuit  | Pire actrice                                      | Lauréat    |
| Razzie Awards                              | 1986  | Savage Island       | Pire actrice                                      | Lauréat    |
| Razzie Awards                              | 1986  | Les Rues de l'enfer | Pire actrice                                      | Lauréat    |
| Joe Bob Briggs LifeTime Achievement Awards | 1991  | Elle-même           | Horreur                                           | Lauréat    |